# Charles-René-Léonidas d'Irumberry de Salaberry
Pour les autres membres de la famille, voir Famille d'Irumberry de Salaberry.
Charles-Rene-Leonidas d’Irumberry de Salaberry, né le 27 août 1820 et mort le 25 mars 1882, est un militaire canadien.

## Biographie
Charles-René-Léonidas d'Irumberry de Salaberry est le fils de Charles-Michel d'Irumberry de Salaberry, lieutenant colonel de la Guerre de 1812.
Ses premiers contacts avec l'Ouest canadien se font en 1857 et en 1858, alors qu'il est chargé d'explorer la possibilité d'établir, au nom du gouvernement canadien, une route de Fort William (Thunder Bay) à la colonie de la rivière Rouge.
Lorsque la rébellion de la rivière Rouge éclate en 1869, on l'envoie, avec le père Jean-Baptiste Thibault, rassurer les colons sur les intentions du gouvernement canadien. Ils sont rapidement renvoyés à Ottawa par Louis Riel, qui ne les juge pas autorisés à négocier au nom du gouvernement canadien. Sans réussir à convaincre les rebelles d'abandonner leur lutte, Charles de Salaberry et le père Thibault réussissent tout de même à calmer les esprits.
En mars 1870, Charles de Salaberry escorte le père Noël-Joseph Ritchot de la colonie de la rivière Rouge jusqu'à Ottawa. Celui-ci doit y rejoindre Alfred H. Scott et le juge Black afin de négocier, avec sir John A. Macdonald et George-Étienne Cartier, l'entrée du Manitoba dans la confédération canadienne.

## Source
- Morton, W.L., Charles-René-Léonidas d'Irumberry de Salaberry. In Dictionnaire biographique du Canada. vol. XI, 1982, Québec : Presses de l'Université Laval, p. 486-487.